# ملک رباط
ملک رباط (به ازبکی: Malikrabot) یک منطقهٔ مسکونی در ازبکستان است که در ناحیه کرمنه واقع شده‌است. ملک رباط ۵٬۰۵۵ نفر جمعیت دارد.